# Зелені будівлі
«Зелені будівлі: роман тропічного лісу» (англ. Green Mansions: A Romance of the Tropical Forest) — роман Вільяма Генрі Гадсона 1904 року про мандрівника по джунглях південно-східної Венесуели та його зустріч з дівчиною лісу Римою.

## Сюжет
Неназваний оповідач розповідає, як він знайомився зі старим «іспано-американським» джентльменом, який ніколи не говорить про своє минуле. Його інтерес був бурхливим, оповідач нарешті висвітлює історію.
Венесуела 1875 року, Абель, заможний молодий чоловік, зазнає невдачі під час революції і втікає з Каракаса в незвідані ліси Гуайани. Переживши гарячку, не в змозі вести журнали та полювати на золото, він оселяється в індіанському селі, щоб прожити життя: грає на гітарі з Кла-Кла, погано полює з Куа-ку, розповідає дітям історії. Після деяких досліджень, Абель відкриває чаруючий ліс, де чує дивний пташиний спів. Його індіанські друзі уникають лісу через його злого духу-захисника — «Дочку Діді». Наполегливо шукаючи, Абель нарешті знаходить Риму — лісову дівчину і друга птахів. У неї темне волосся, запах павукових павутин і може спілкуватися з птахами невідомою мовою. Абеля кусає коралова змія і він непритомніє.
Абель прокидається в хаті Нуфло, старого чоловіка, який захищає свою «онуку» Риму, і не розкриє її походження. Коли Абель одужує, Рима веде його через ліс, і Абель цікавиться її особистістю та місцем походження. Хлопець повертається до індіанців, але відносини стають крижаними, бо вони вбили б Риму, якби могли. Рима часто говорить про свою мертву матір, яка завжди була в депресії. Абель закохується в Риму, але її плутають «дивні почуття». Ці відносини ще більше напружені, оскільки Абель не може говорити невідомою мовою.
На вершині гори Ітайао Рима запитує Абеля про «світ» відомий і невідомий, запитуючи його, чи вона унікальна і самотня. Хлопчина із сумом вимовляє, що це правда. Однак, коли він згадує про забудовані гори Риолама, Рима лякається. Виявляється, «Риолама» — це її справжнє ім'я. Нуфло повинен знати, де знаходиться Риолама, тому гнівна Рима вимагає від Нуфло повести її до гір під загрозою вічного прокляття від її святої матері. Старий, винний і релігійний, Нуфло піддається тиску. Останній візит Абеля до індіанців мав бути дружнім, але вони захоплюють його як ув'язненого, підозрюючи, що він є шпигуном ворожого племені чи другом демонів. Абелю вдається втекти і повернутися до Рими та Нуфло. Троє готові вирушити в похід до далекої Риолами. По дорозі Нуфло розкриває своє минуле та походження Рими.
Сімнадцять років тому Нуфло очолив бандитів, які полювали на християн та індіанців. Врешті-решт, змушені тікати в гори, вони знайшли печеру, в якій можна було принаймні існувати. У печері ховалася дивна жінка, що розмовляла мовою, подібною до птахів. Вона повинна бути матір'ю Рими (ніколи не називалася). Нуфло припускав, що жінка є святою, що послана врятувати його душу. Нуфло залишив бандитів і відвіз матір Рими, вже калікою на все життя, до Воа, християнської громади. Рима та її мати сім років розмовляли своєю магічною мовою, допоки мама не померла. Згодом Нуфло привіз Риму в більш сухі гори. Місцеві індіанці знаходили її дивною та обурювались тим, як вона гнала тварин-звірів, а тому намагалася її вбити.
У печері Рима прагнула потрапити в долину Риолама. Абель розкриває сумні новини: її мати пішла, бо нічого не залишилося. Вона належала до лагідного вегетаріанського народу без зброї, який знищили індіанці, чума та інші лиха. Рима справді унікальна і самотня. Вона сумує, але підозрює це, оскільки її мати завжди була в депресії. Тепер вона вирішує повернутися до лісу і підготувати життя для себе та Абеля. Вона йде, залишаючи хлопця. Абель та Нуфло вирушають додому, затримані дощем та голодом. Вони повертаються, але хата Нуфло згоріла, а індіанці розпочали велике полювання на дівчину. Абель виснажений, знову потрапляє в полон, але його не вбивають, оскільки він швидко дає обітницю йти на війну з ворожим племенем. На стежці війни він опускає натяки про Риму та її місце перебування. Куа-ку пояснює, як завдяки «відвазі» Абеля індіанці наважилися увійти до забороненого лісу. Вони спіймали Риму на відкритому просторі, гнали її за гігантське дерево. Вони нагромадили багаття під ним і спалили Риму.
Абель вбиває Куа-ку і біжить до племені ворога, забиваючи тривогу. Через кілька днів він повертається. Всі його індійські друзі мертві. Він знаходить спалене гігантське дерево, і збирає попіл Рими в горщик. Похід додому, зневірений і галюцинаційний, в якому Абелю допомагають індіанці та християни, поки він знову не дістанеться моря. Тепер у нього одна мета — поховати прах Рими. Йде він з роздумами про те, що ні Бог, ні людина не можуть пробачити своїх гріхів, але це зробила б лагідна Рима, за умови, що й він пробачив би себе.

### Основні персонажі
- Абель — головний персонаж, мандрівник, друг та ворог індіанців, кохання Рими;
- Рима — лісова дівчина, розмовляє пташиною мовою, кохання Абеля;
- Нуфло — дід, який виховує Риму і колишній розбійник;
- Кла-Кла — індіанський друг Абеля;
- Куа-ку — вождь племені, в різний час друг та ворог Абеля.

## Сенс
Багато авторів тогочасного періоду також розповідали про «втрачені світи» та «втрачені племена», найбільш успішними — Генрі Райдер Гаґґард, Едгар Райс Барроуз, Роберт Говард та Артур Конан Дойл. Книга Вільяма Гадсона стала знаковою літературою через її сприятливу та ліричну прозу, а також простеження природничого бачення джунглів.
Рима також ілюструє «природну людину», філософське поняття, висловлене Жан-Жак Руссо та іншими про те, що хтось, хто живе якомога далі від розбещеної цивілізації, був би природним чином чистий серцем. Тарзан, вихований мавпами та Мауглі, вихований вовками, — літературні родичі Рими.
У адаптації коміксів Classics Illustrated редактор зазначає: «Ми також вважаємо, що Гадсон хоче розповісти нам у цій історії про те, що задовго до того, як ця теперішня м'ясоїдна та руйнівна раса перейняла весь світ, Земля була — прекрасна, невинна і пташина, яка жила в мирі з природою і собою, і серед яких Рима та її мати були останніми».
Сюжет книги схожий на попередній роман Гадсона «Кришталева епоха».